# Ae Fond Kiss...
Ae Fond Kiss... is een Britse dramafilm uit 2004 onder regie van Ken Loach.

## Verhaal
Casim is een Pakistaanse allochtoon, geboren en opgegroeid in Schotland. Hij werkt als dj in een nachtclub in Glasgow. Zijn ouders zijn gelovige moslims. Ze hebben een huwelijk voor hem gearrangeerd met zijn mooie nicht Jasmine, die binnenkort naar Schotland immigreert. Casim leert echter Roisin kennen, een blank, katholiek meisje. Tussen Casim en Roisin ontstaat een passionele relatie.

## Rolverdeling
- Atta Yaqub: Casim Khan
- Eva Birthistle: Roisin Hanlon
- Ahmad Riaz: Tariq Khan
- Shamshad Akhtar: Sadia Khan
- Shabana Akhtar Bakhsh: Tahara Khan
- Ghizala Avan: Rukhsana Khan
- David McKay: Wee Roddie
- Raymond Mearns: Big Roddie
- Gary Lewis: Danny
- Emma Friel: Annie
- Karen Fraser: Elsie
- John Yule: schoolhoofd
- Ruth McGhie: Mary Nolan
- David Wallace: vader David
- Dougie Wallace: conciërge